# 沃卡姆山

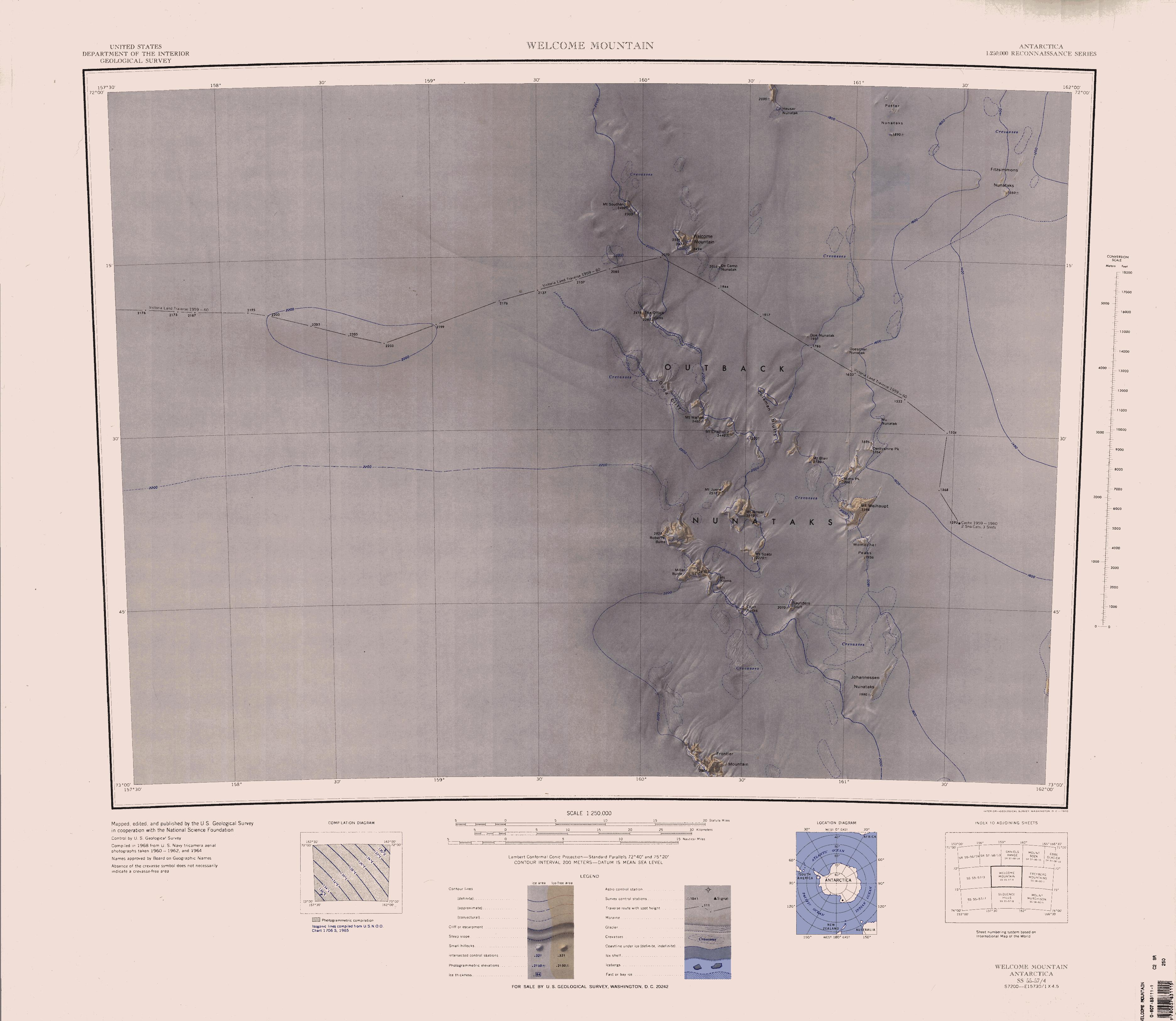

72°14′S 160°12′E / 72.233°S 160.200°E
沃卡姆山（英語：Welcome Mountain），是南極洲的山峰，位於維多利亞地的彭內爾海岸，處於索瑟德山東南面9公里，屬於奧特巴克冰原島峰的一部分，海拔高度2,505米，現時由南極條約體系管理。